# Kerényi Frigyes
Kerényi Frigyes (Eperjes, 1822. január 1. – New Buda, 1852 tavaszán) költő, műfordító, ügyvéd.

## Életpályája
Christmann János bártfai születésű vaskereskedő (ki később Eperjes város kültanácsának tagja s az ágostai evangélikus egyház gondnoka volt) és Spannagel Teréz (művelt nő, ki maga is irogatott német költeményeket) fia. Atyja 1828 szeptemberében és anyja kevéssel azután elhalálozván, bátyjával, Samuval együtt Krajzell András kollégiumi tanár, majd Lehotzky Jenő ügyvéd gondnoksága alá került. Az eperjesi ágostai evangélikus kollégiumban végezte tanulmányait kitűnő eredménnyel, hol a magyar nyelvet is elsajátította (12 éves koráig csak németül beszélt). A kollégiumi «magyar társaság» nagy hatással volt reá. Itt ismerkedett meg Sárosy Gyulával, Lisznyay Kálmánnal, Hunfalvy Jánossal és a két Vahottal.
A tudomány és művészet iránt már korán lelkesült; szüntelen tanult, búvárkodott az ó- és újvilág remekei között, mit nagy nyelvismerete bőven elősegített. Német költeményt sokat írt, de egyet sem adott ki. Költőink között ritka klasszikai műveltséggel, esztétikai tanulmánnyal és finom ízléssel bírt. Fiatalon bekapcsolódott a reformkor politikai és kulturális életébe. Az almanachköltészet művelője és a reformeszmék szószólója volt. Christmann családi nevét 1842. szeptember 29-én változtatta Kerényire. Ekkor Pesten tartózkodott, hol köz- és váltóügyvédi oklevelet szerzett, de soha hasznát nem vette.
Már korán, még az Athenaeum első éveiben, felbuzdulva a kor mozgalmai által, Vidor Emil álnév alatt egyike volt a haza kedvelt dalnokainak; ekkor ismerkedett meg Tompával, Petőfivel, Kazinczy Gáborral és Pákh Alberttel. Sáros vármegye hazafias politikusai közül Újházy Lászlónak, a későbbi főispánnak volt kedves embere. Tompa Mihály és Petőfi Sándor Eperjesen Kerényi házában találkoztak. E találkozás irodalmi eredménye 1845-ben az érdekes «költői verseny» lett. (Ehhez kötődik Erdei lak című verse.) Kerényi irodalmi ismereteit a német polgárok hazafias buzdítására s magyarosítására fordította; sokat fordított magyarból németre; a magyar irodalom ismertetése céljából megismerkedett az osztrák írókkal (Saphir, Rollett) és a hazai német írókat is (Kolbenheyert) hasonló szerepre buzdította. 1846 nyarán nagyobb külföldi utat tett (Frankfurt, Berlin, Stettin, Rügen, Koppenhága, Stockholm). Visszatérve mindinkább belátta, hogy sem Eperjesen tovább nem maradhat, sem Pesten mint író gyökeret nem verhet; költeményeit a kritika nem méltányolta, barátainak kétszínűsége elcsüggesztette. Petőfi azonban rokonszenvvel viseltetett iránta s útileveleket írt hozzá (Hazánk 1847. 101-142. szám). Tagja volt a Tízek Társaságának.
1847-ben Rozgonyon (Abaujm.) birtokrészt bérelt; itt akarta későbbi életének alapját megvetni. A gazdasághoz azonban nem értett, részben az idők viszontagságai is megsemmisítették terveit. A szabadságharc alatt több ízben hagyta oda tűzhelyét, az önkéntesek zászlói alá sietett. Más részről gazdasága a sűrűn átvonuló seregek által sokat szenvedett. Előbb az eperjesi ifjúság vezéralakja volt, majd a pesti nemzetőrségben teljesített szolgálatot. A szabadságharc után Pesten tartózkodott.
Minden reménye buktával összeszedte vagyona romjait és 1850 áprilisában elhagyta hazáját, hogy Amerikában keressen új hazát. Ekkor Tompa Mihály Levél egy kibujdosott barátom után, Vachott Sándor pedig Egy ifjúnak, ki távol úton kelt című versével búcsúzott tőle. Londonban 1850. december 5-én kelt levelében búcsúzott el ottani barátaitól és Amerikába vitorlázott. Egy szélvész miatt 60 napig volt tengeren, kiszálláskor pedig a csónakból a vízbe bukott és meghűlés következtében két hónapig betegeskedett New Yorkban. 1851-ben Uj-Budán (New Buda, Iowa állam) telepedett le, ahol Újházy László és társai körében megkezdte a farmer munkát, de kényelmes élethez szokott szervezetét megtörték a nélkülözések. Sárgaláz lepte meg oly erővel, hogy őrültnek tartották. Meghalt 1852 tavaszán, önkezével vetett véget életének.
Eperjesi szülőházán 1879-ben leplezték le a márvány emléktáblát.

## Emlékezete
Emlékét utcanév őrzi Budapest II. kerületében.

## Munkái

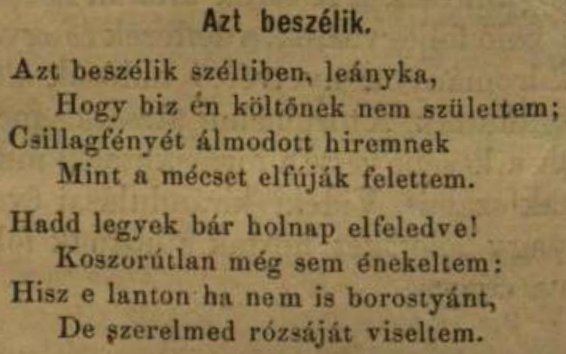
Azt beszélik c. verse

- Költemények. Irta Kerényi Frigyes. (Vidor Emil.) Pest, 1844. (Ism. Életképek II.) Online
- Ujabb költemények. Pest, 1846. (Ism. Magyar Szépirodalmi Szemle 1847.) Online
- Kerényi Frigyes összes költeményei. 1840-1851. Budapest, 1875. (Előszóval és Pákh Albert Kerényi emlékezete c. írásával. Olcsó Könyvtár 5.) Online
- Képes Géza, Hajnal Anna: Hét évszázad magyar versei I-IV., Szépirodalmi Könyvkiadó, Budapest, 1954
- Sötét órák; szerk. Marton Jenőné, Kovács Andrásné, Simor András; Táncsics Gimnázium, Bp., 1992 (Táncsics-sorozat)

Németül Zöllner közölte két költeményét a Spiegelben (1844. 97., 104. sz.) és Feldmann G. L. egyet az Ungarban (1846. 34. sz.).